# Euryoryzomys cerqueirai
Euryoryzomys cerqueirai — нещодавно описаний вид рисового пацюка, ендемічний для Бразилії.